# 佐渡おけさ
佐渡おけさ（さどおけさ）は、新潟県佐渡市（佐渡国）に伝わる「おけさ節」の1つである。現在では佐渡を代表する民謡として全国に知られている。

## 由来
おけさの歴史は、熊本県天草市の牛深港に伝わる酒席の騒ぎ唄解釈によっては踊り唄である牛深ハイヤ節が、北前船の船乗り達によって小木港に伝わり、「小木おけさ」として広まり、それが相川の佐渡金山の鉱夫達に広まって、「選鉱場節」として哀愁漂うメロディとなったとされている。また、赤泊港の「山田のハンヤ」（佐渡ハンヤ節）が小木に伝わったとの説がある。

### 民間伝承
佐渡以外にも、おけさ発祥の地を名乗る土地が新潟県下に点在するが、その一つ出雲崎町では、原型が鎌倉時代に発生し、後世に伝来したハイヤ節と融合して出雲崎おけさが成立後、佐渡など各地へ広まったと伝えられる。源義経に仕え、福島県の医王寺に伝わる奇談で知られる佐藤継信・忠信兄弟の母、乙和御前（音羽御前とも）は兄弟の戦死を聞きつけ、二人が倒れた合戦地の京都・屋島へ旅立つも、現・新潟県出雲崎町で断念し、仏門に下り二人を弔うことにした。やがて、二人が各々義経の身代わりとなったという武勲が伝わるや、嬉しさのあまり同門の尼僧たちと袈裟の姿で踊りだしたのがおけさの始まりだという。ただし、医王寺にある御前の墓や遺品と伝えられる品々、兄弟の嫁である若桜と楓が甲冑姿で御前を慰める逸話はいずれも御前が飯坂の地を出なかったことを示唆する。

## 流行

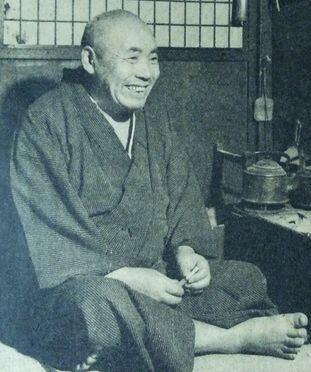
村田文三（1953年）

「選鉱節」が1906年（明治39年）「相川おけさ」となり、1921年（大正10年）に開催された「第二回全国民謡大会」において初めて「佐渡おけさ」として発表された。1926年（大正15年）「青化選鉱場」に勤務していた村田文三が日蓄レコードより「佐渡おけさ」を発売し、山田耕筰・藤原義江に絶賛され、ビクターレコードの専属歌手に転職、全国はもとより、南樺太、満州国、台湾、朝鮮などでコンサートを開催し、佐渡おけさを普及させた。1931年（昭和6年）、浪曲師の寿々木米若が民話「佐渡情話」をアレンジし中に「佐渡おけさ」を取り入れ発売し、大ヒットとなり、再び「佐渡おけさ」が脚光を浴びた。
なお、佐渡汽船のカーフェリーにはエントランスロビー付近に「さどおけさ」についての逸話がレコード盤と共に掲示されている。

## 歌詞
＜正調＞（　）内は合いの手
- ハー佐渡へ（アリャサ）佐渡へと 草木もなびくヨ（ハ アリャアリャアリャサ） 佐渡は居よいか 住みよいか（ハ アリャサ サッサ）
- 霞む相川 夕日に染めて 波の綾織る 春日崎

＜おけさぞめき＞
- 知らぬー知らぬ（アリャサ）他国の 二階のぞめきヨ（ハ アリャアリャアリャサ）聞けばなつかし 佐渡おけさ（ハ アリャサ サッサ）
- おけさ踊りに ついうかうかと 月も踊るよ 佐渡の夏
- 黄金白銀 花咲く佐渡は これぞ日本の 宝島
- 真野の御陵 松風 袖に涙の 村時雨
- 佐渡のおけさか おけさの佐渡か 渡る船さえ おけさ丸

＜選鉱場おけさ＞
- ハアー朝もナー（ハ アリャサ）早よからカンテラ下げてナーヨ（ハ アリャアリャアリャサ）高任通いの 程の良さ（ハ アリャサ サッサ）
- 鶴が舞います 鶴子の山で お山繁盛と 舞い遊ぶ